# Chaerephon aloysiisabaudiae
Chaerephon aloysiisabaudiae là một loài động vật có vú trong họ Dơi thò đuôi, bộ Dơi. Loài này được Festa mô tả năm 1907.